# André Savignon
André Savignon (født 1. januar 1878 i Tarbes, død 10. januar 1947 i London) var en fransk forfatter, der i 1912 fik Goncourtprisen for romanen Les Filles de la pluie.